# Mazarinettes
Con il nome di mazarinettes ci si riferiva, nel XVII secolo, alle sette nipoti del cardinale Giulio Mazzarino (in Francia: Jules Mazarin), primo ministro di Francia durante la gioventù di re Luigi XIV. Mazzarino le condusse dall'Italia alla Francia, assieme a tre dei suoi nipoti, negli anni 1647 e 1653. In seguito, egli combinò per loro matrimoni vantaggiosi con potenti e influenti principi francesi e italiani. Per superare la resistenza aristocratica all'unione matrimoniale, il cardinale concesse generosamente doti enormi ai fidanzati.
Le ragazze erano le figlie delle sorelle del Cardinale, Laura Margherita e Girolama.
- Laura Martinozzi (1635–1687), a seguito del matrimonio con Alfonso IV d'Este, dal 1658 duchessa di Modena e Reggio
- Laura Mancini (1636–1657), a seguito del matrimonio con Luigi di Borbone, dal 1651 duchessa di Mercœur
- Anna Maria Martinozzi (1637–1672), a seguito del matrimonio con Armando di Borbone-Conti, dal 1654 principessa di Conti
- Olimpia Mancini (1638–1708), a seguito del matrimonio con Eugenio Maurizio di Savoia, dal 1657 contessa di Soissons
- Maria Mancini (1639–1715), a seguito del matrimonio con Lorenzo Onofrio Colonna, principessa Colonna dal 1661
- Ortensia Mancini (1646–1699), a seguito del matrimonio con Armand Charles de La Porte de La Meilleraye, duchessa Mazzarino dal 1661
- Maria Anna Mancini (1649–1717), a seguito del matrimonio con Godefroy Maurice de La Tour d'Auvergne, dal 1662 duchessa di Bouillon

Ritratti
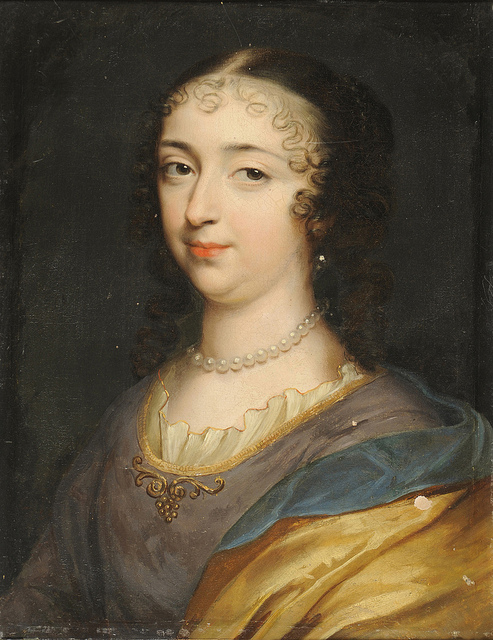
Laura Martinozzi
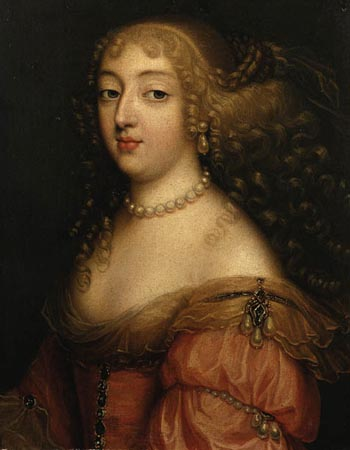
Laura Mancini
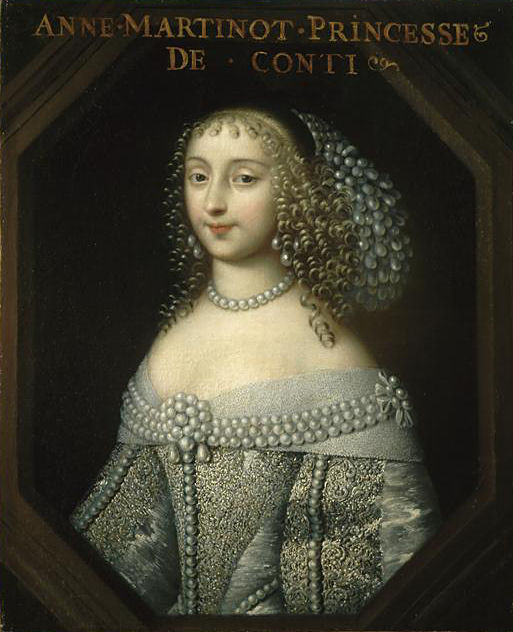
Anne Marie Martinozzi
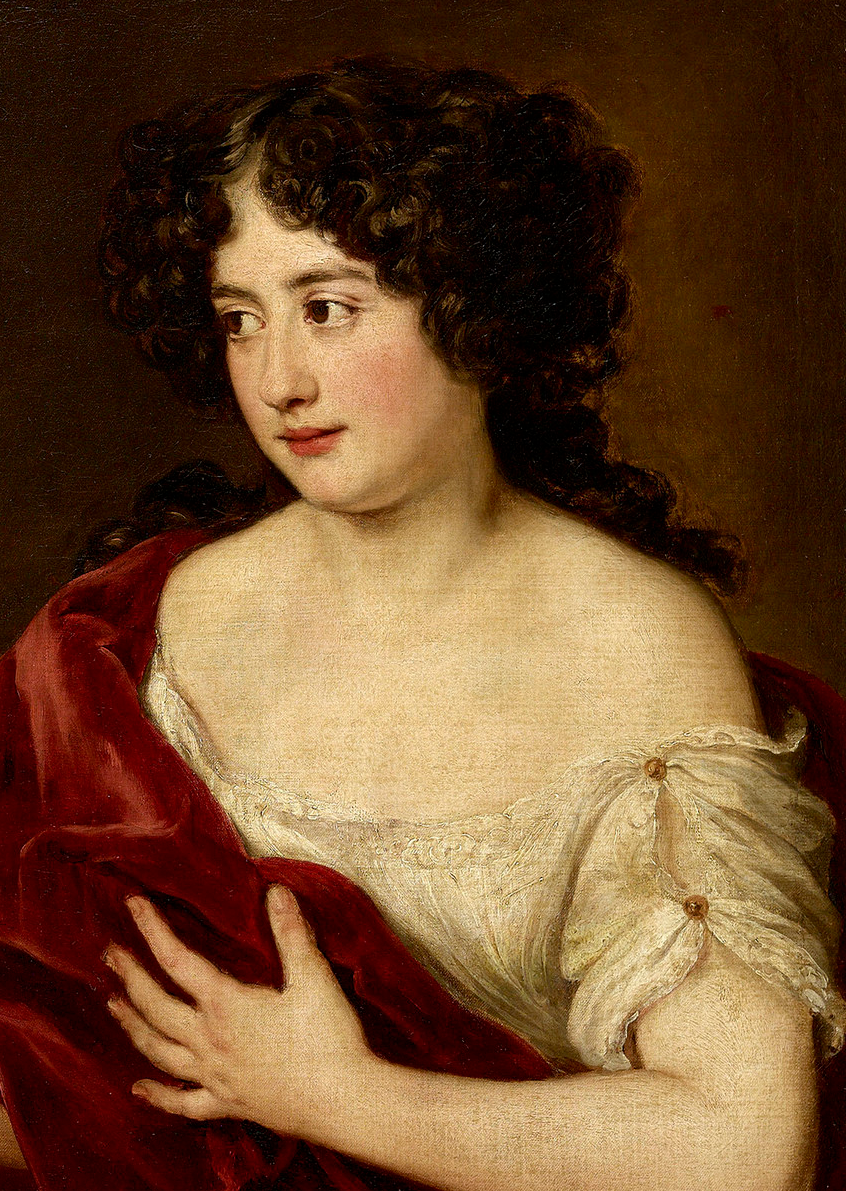
Marie Mancini
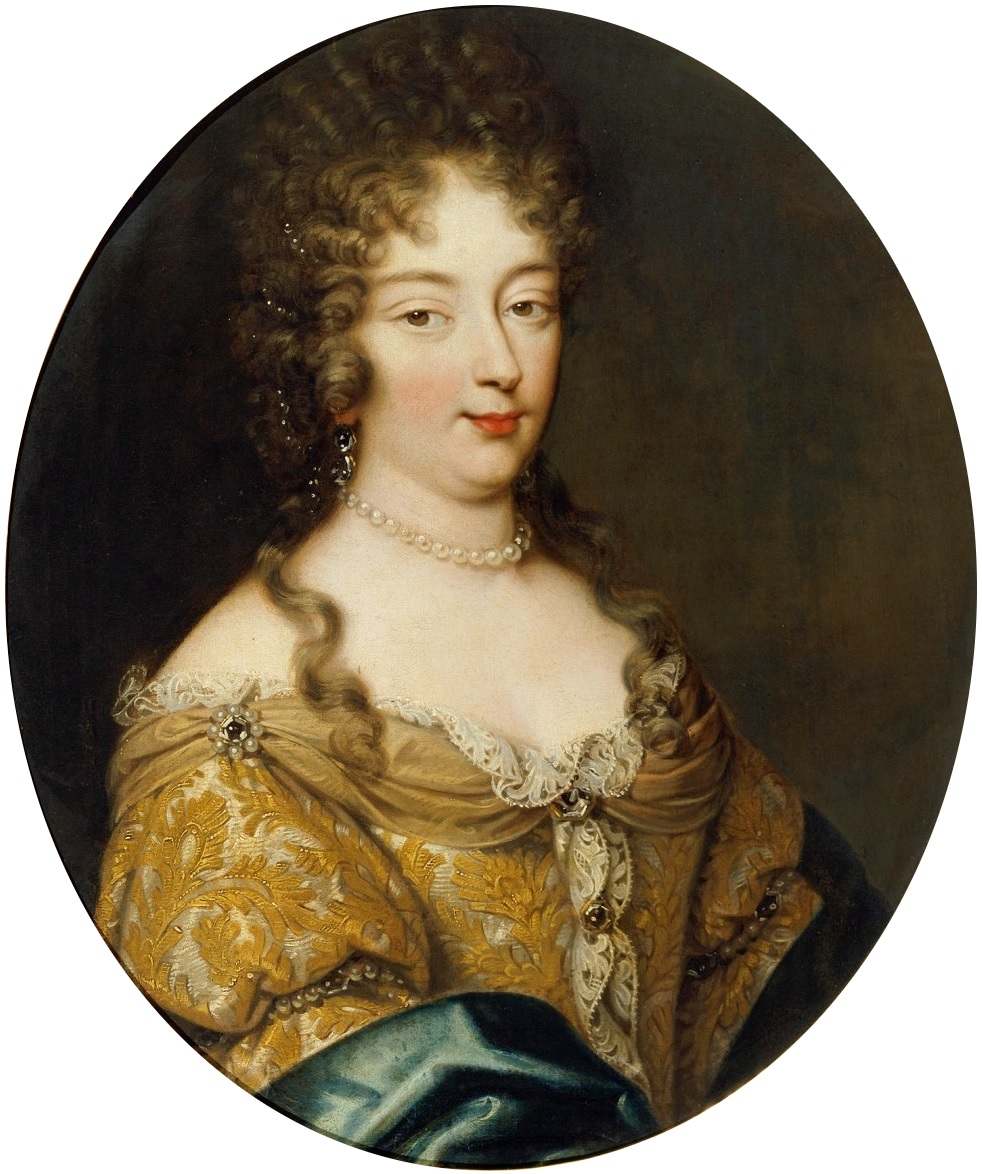
Olympia Mancini
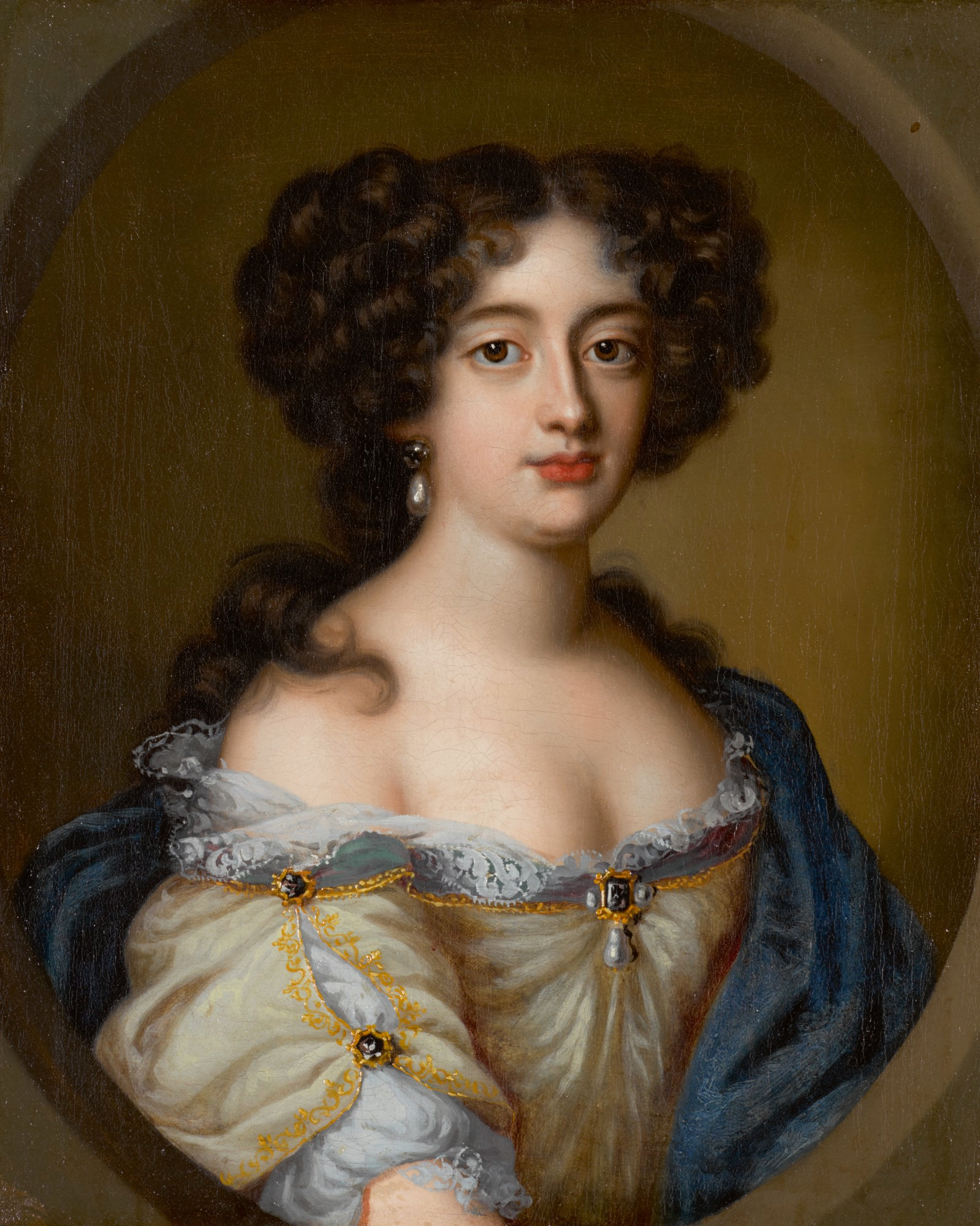
Hortense Mancini
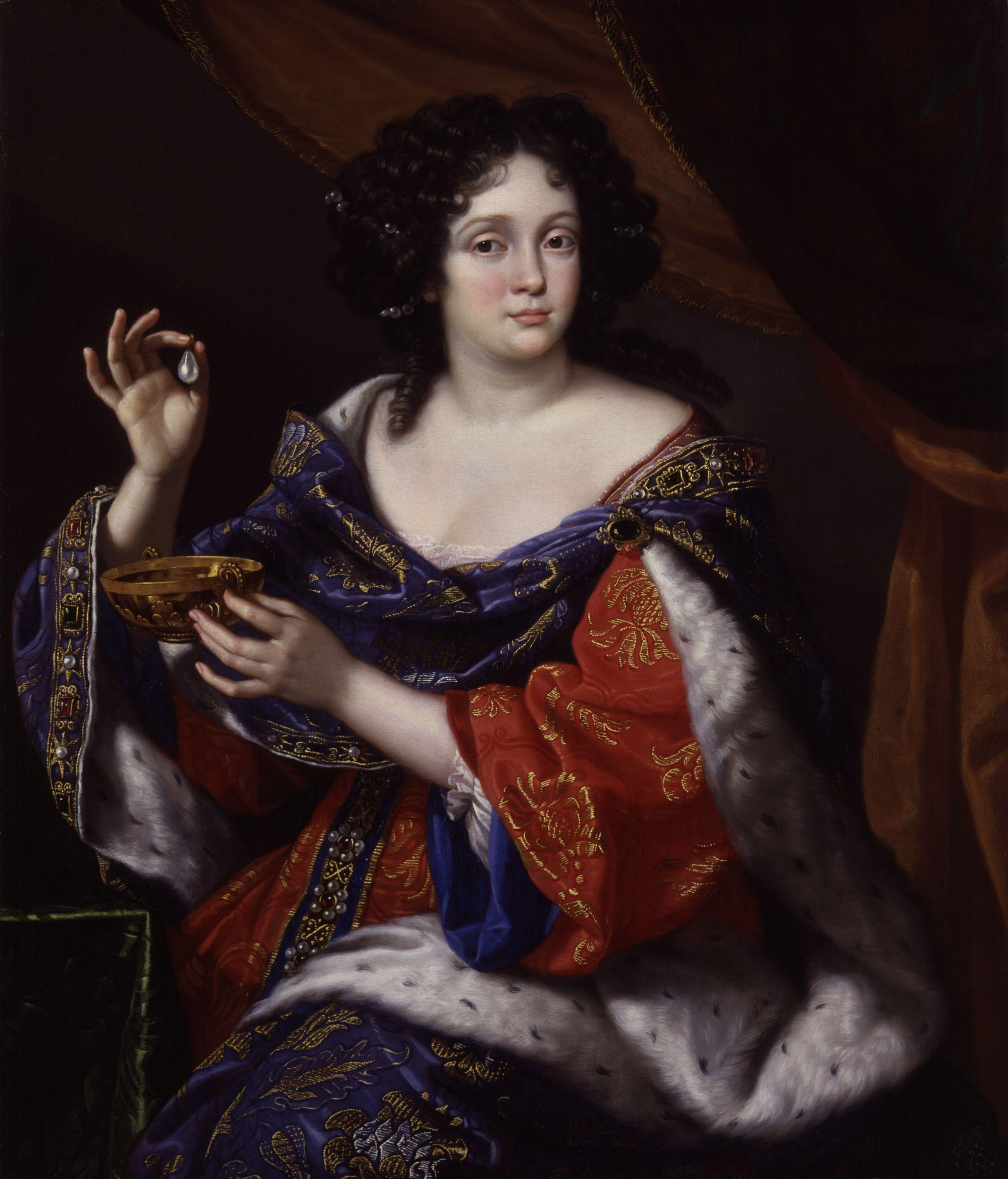
Marie Anne Mancini

Giunte in Francia in momenti diversi, le ragazze erano di età compresa tra i sette e i tredici anni al momento del loro arrivo. Il loro zio, il cardinale Mazzarino, aveva chiesto la loro presenza presso la corte francese per varie ragioni. In primo luogo, era stanco di essere circondato da cortigiani e nobili francesi di cui non poteva fidarsi. Voleva essere in grado di rilassarsi in giro e confidarsi con i membri della sua famiglia. In secondo luogo, voleva usare i suoi nipoti per consolidare la sua eredità nella società e nella storia francese. Essendo un religioso, non aveva figli legittimi con cui farlo.
Al loro arrivo a Parigi, Anna d'Austria, la madre del giovane re, prese i bambini sotto la sua protezione. Diede il consenso affinché i più giovani fossero educati insieme con il re e suo fratello minore, Filippo, al Palais-Royal. Con questo trattamento di favore, la Regina Madre collocò le ragazze sullo stesso piano delle principesse del sangue. 
A Parigi, le "Mazarinettes" suscitarono molta curiosità a causa del loro bell’aspetto. 
Come protégé dello zio, le vite delle ragazze subirono gli influssi della fortuna variabile del cardinale. Durante la Fronda, per due volte furono costrette a lasciare Parigi e andare in esilio. Dopo che la rivolta fu schiacciata, però, il cardinale Mazzarino assicurò a tutte loro una vita di prosperità spensierata, trovando loro mariti adatti ed elargendo loro regali di nozze sontuosi.